# Bruntonichthys
Bruntonichthys multidens
Genre
Espèce
Bruntonichthys est un genre éteint de placodermes arthrodires ayant vécu au Dévonien supérieur, il y a environ 380 Ma (millions d'années).
Sa seule espèce connue, Bruntonichthys multidens, est présente dans la formation de Gogo en Australie-Occidentale.

## Publication originale
- (en) Kim Dennis et Roger S. Miles, « New durophagous arthrodires from Gogo, Western Australia », Zoological Journal of the Linnean Society, Linnean Society of London et OUP, vol. 69, no 1,‎ mai 1980, p. 43-85 (ISSN 1096-3642 et 0024-4082, OCLC 01799617, DOI 10.1111/J.1096-3642.1980.TB01932.X).